# Procopio il Grande
Andreas Prokop, detto Procopio il Grande o Procopio lo Sbarbato (Regno di Boemia, 1380 – 30 maggio 1434) è stato un presbitero e militare ceco, leader hussita dei taboriti.

## Biografia
Si presume provenisse da una nobile famiglia di Praga. Tra il 1417 e il 1418 fu un predicatore nella città di Soběslav, nella Boemia Meridionale, poi si stabilì a Tábor, centro del radicalismo hussita, e infine a Praga, dove fu sospettato di appartenere alla setta dei Picardi, la più estremista di quelle hussite.
Affiancò Jan Želivský nella presa al potere di Praga nel 1421, poi sostenne il leader Jan Žižka. Al contrario dei presbiteri taboriti, si rase la barba e celebrava le messe in abito cerimoniale, il ché gli valse l'eponimo di Procopio lo Sbarbato. Nel 1425 divenne tra i più importanti capitani della confraternita taborita, assumendo incarichi di comando sia a livello religioso che politico. Cercò di stringere legami con gli orebiti e prese parte alle campagne militari dei taboriti, divenendone capitano capo. Nel 1426 sconfisse l'esercito del Principato Elettorale di Sassonia a Ústí nad Labem, mentre l'anno successivo si distinse nella battaglia di Tachov sconfiggendo la quarta crociata antihussita del re tedesco Sigismondo di Lussemburgo.
Tra il 1428 e il 1433 guidò il suo esercito in Alta Ungheria, Slesia, Austria, Baviera, Lusazia, Sassonia, Brandeburgo e Pomerania. Riuscì a trattare con la Chiesa cattolica e le potenze reali al Concilio di Basilea. Morì nel 1434 nella battaglia di Lipan, nella quale i taboriti vennero sconfitti dai moderati e dalla nobiltà praghese.